# Tiny Reniers

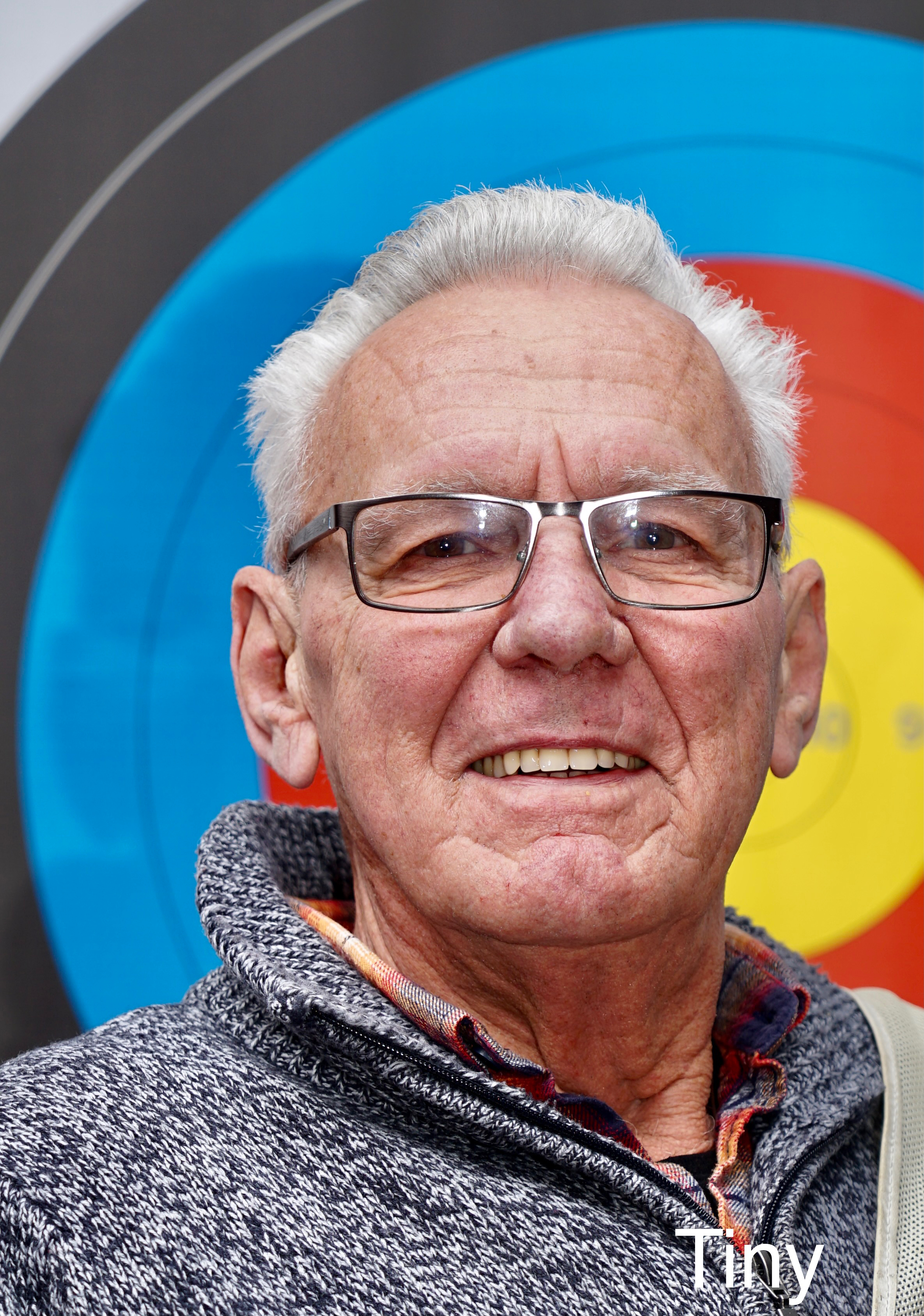
Tiny Reniers in 2021

Martinus Jacobus Arnoldus (Tiny) Reniers (Eindhoven, 5 augustus 1947) is een Nederlandse handboogschutter.
Reniers deed individueel verscheidene keren mee aan de Olympische Spelen op het onderdeel boogschieten (recurve). In Moskou (1980) behaalde hij de achtste plaats (2418 punten). Op de Spelen in Los Angeles (1984) werd hij dertiende (2486 punten). In Seoel (1988) werd hij vijfde (2593 punten).
Sinds 1 januari 2021 is Tiny lid van Handboogvereniging De Meierijers in Berkel-Enschot.